# Квитневый сельский совет (Харьковская область)
Квитневый сельский совет — входит в состав Близнюковского района Харьковской области Украины.
Административный центр сельского совета находится в село Квитневое.

## История
- Образован в 1930 году.
- После 17 июля 2020 года в рамках административно-территориальной реформы по новому делению Харьковской области[2][3] данный сельский совет, как и весь Близнюковский район Харьковской области, был упразднён; входящие в совет населённые пункты и его территории присоединены к … территориальной общине Лозовского(?) района.
- Сельсовет просуществовал 90 лет.

## Населённые пункты совета
- село Квитневое
- село Мирное
- село Слобожанское
- село Шевченково Первое
- село Шевченково Второе